# Газометр в Оберхаузене
Газометр в Оберхаузене (нем. Gasometer Oberhausen) — это крупнейший газгольдер дискового типа в Европе, является памятником индустриальной архитектуры, расположен в городе Оберхаузене (Северный Рейн-Вестфалия, Германия) на берегу канала Рейн-Херне. Газометр был построен в 1927—1929 гг. Сегодня это — важный пункт Европейского Маршрута Индустриального Наследия и используется в качестве выставочного зала.

## Технические характеристики[1]
- Высота — 117.5 м
- Диаметр — 67.6 м
- Эффективный объём — 347 000 м³

## История
В течение 1920-х годов в Рурском регионе широко идет строительство угледобывающих шахт, коксовых заводов, металлургических предприятий. Но организация производства ещё не была налажена должным образом. При перебоях с поставкой газа возникала необходимость сжигания нефти или угля для обеспечения коксового производства. И наоборот, как только уменьшались объёмы коксового производства возникала необходимость сжигания избытков газа. Газометр был предназначен для уменьшения потерь путём сохранения газа и откачки его при потребности в определенном количестве.
В феврале 1927 в г. Оберхаузене было начато строительство крупнейшего газгольдера в Европе. Строительные работы были завершены в 1929 году. Затрата на строительство и ввод в эксплуатацию составили 1.74 миллионов рейхсмарок.
Во время Второй мировой войны Оберхаузенский Газометр был несколько раз поражен бомбами, но продолжал функционировать почти до конца войны в 1945 году. Спустя год после окончания войны во время ремонтных работ возник пожар, который уничтожил газгольдер почти до основания. Реконструкция Газометра была проведена в 1949 году.
К 80-м годам XX века практически вся немецкая промышленность перешла на природный газ, поставляемый по газопроводам, и Газометр стал ненужным. Его эксплуатация прекратилась в 1988 году. В 2019 году сооружение признано одним из исторических памятников инженерно-архитектурного искусства Германии.

## Газометр сегодня
Большинство индустриальных объектов уничтожались после прекращения их эксплуатации. Однако, граждане Оберхаузена, члены муниципального совета и ландтага земли Северный Рейн-Вестфалия приняли решение преобразовать Газометр в выставочный зал, который и сегодня остается главным ориентиром города Оберхаузен. Восстановление и перепрофилирование обошлись приблизительно в 16 миллионов немецких марок. Работы осуществляла немецкая компания Deutsche Babcock AG. Преобразование было завершено в 1994 году.
Диск газового поршня был установлен на высоте 4.50 метров. Под ним располагается круглый зал площадью 3000 квадратных метров. Две стальных лестницы ведут на верхнюю поверхность поршня, в середине которого возвышаются опорные конструкции диаметром 20 метров. Части этой конструкции используются как выставочные стенды. 
 По состоянию на 2011 год в газометре было проведено 11 тематических выставок, которые посетили более 3 миллионов человек. Выставку «Звездные часы — чудеса Солнечной системы» (картины космического пространства, астрономические экспонаты и скульптура Луны диаметром 25 м.), проходящую с апреля 2009 года посетило 950 000 человек.

### Обзорная площадка
На крыше Газометра оборудованы три смотровые площадки, направленные в разные стороны: на север (открывается вид на Остерфельд, Штеркраде, Динслакен и Боттроп), юго-восток (вид на Альт-Оберхаузен и Эссен) и юго-запад (вид на Альт-Оберхаузен и Дуйсбург).
- Вид на Дуйсбург
- Вид на Штеркраде
- Вид на Остерфельд
- Вид на CentrO.
- Вид на Альт-Оберхаузен